# جوزيب غونزالفو
جوزيب غونزالفو (بالإسبانية: Josep Gonzalvo) لاعب كرة قدم إسباني ولد في العام 1920 لعب مع نادي برشلونة  خلال عامي 1944 حتى العام 1950 ولعب فيما بعد لنادي سرقسطة الإسباني، بعد اعتزالة اللعب درب نادي برشلونة  لمدة عام بين عامي 62- 63 حقق بتلك الفترة كأس إسبانيا.

## روابط خارجية
- جوزيب غونزالفو على موقع الاتحاد الدولي (مؤرشف)  (الإنجليزية)
- جوزيب غونزالفو على موقع قاعدة بيانات كرة القدم.إي يو (الإنجليزية)
- جوزيب غونزالفو على موقع ناشيونال فوتبول تيمز (الإنجليزية)
- جوزيب غونزالفو على موقع عالم كرة القدم.نت (الإنجليزية)